# Jean Pierre von Baksa

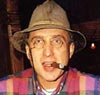
Jean Pierre von Baksa

Jean Pierre von Baksa (* 25. November 1947 in Budapest) ist ein österreichischer Maler, Fotograf, Designer, Bildhauer und Bühnenbildner.
Er war tätig im Welthandel, studierte Medizin, Kunstgeschichte, Theaterwissenschaften, Bühnenbild, Regie und Videotechnik. Jean Pierre von Baksa brachte als Kunst- und Kulturbotschafter für Künstleraustausch die Aborigines mit ihrer Kunst und Kultur nach Europa und macht seit 1973 Künstleraustausch mit der Südsee-Region.

## Leben
Geboren am 25. November 1947 in Budapest, emigrierte Jean Pierre von Baksa 1956 nach Wien, wo er seit 1971 als freischaffender Maler tätig ist. Neben leuchtend bunten Acrylarbeiten mit dem wiederkehrenden Motiv der Zweisamkeit liegt das Hauptgewicht seines Schaffens auf der Aktfotografie. Seit 1973 betreibt der Künstler eine Galerie im ersten Wiener Gemeindebezirk. Mehrere seiner Werke befinden sich im Besitz der Albertina.
Artothek des Bundes, Dauerleihgabe in der Albertina, Wien
|  |  |  |
|  |  |  |

## Auszeichnungen
- 1979: Goldmedaille Academia Italia delle Arti e del Lavoro
- 1984: Centro studi e Ricerche dell Nazioni: Siegesstatue
- 1988: Instituto Europeo di Cultura Populare e Ambientale: Verleihung des Titels „Professor Doctor Honoris Causa der Humanistischen Disziplinen“
- 2014: Goldenes Ehrenzeichen für Verdienste um die Republik Österreich

## Ausstellungen
- 1969: Collection A. Kovac, Neuilly, Paris
- 1969: Collection J. Szultos, Brüssel
- 1971: Pressehaus Galerie, Wien
- 1982: Galerie F. Klute im Leherbhaus, Wien
- 1985: Präsentationen in Los Angeles, San Francisco und Hawaii, USA
- 1986: Präsentationen in New York, Los Angeles und Palm Springs, USA